# Елизабет фон Бранденбург (1451 – 1524)
Вижте пояснителната страница за други личности с името Елизабет фон Бранденбург.
Елизабет фон Бранденбург-Ансбах (на немски: Elisabeth von Brandenburg-Ansbach; * 29 ноември 1451, Ансбах; † 28 март 1524, Нюртинген) от род Хоенцолерн, е принцеса от Бранденбург и чрез женитба херцогиня на Вюртемберг.

## Живот
Тя е втората дъщеря на Албрехт Ахилес (1414 – 1486), курфюрст на Бранденбург, и първата му съпруга Маргарета фон Баден (1431 – 1457).
През април или май 1467 г. Елизабет се омъжва в Щутгарт за граф Еберхард II фон Вюртемберг (1447 – 1504) от род Дом Вюртемберг, от 1496 до 1498 г. вторият херцог на Вюртемберг. Двамата нямат деца. Бракът е нещастен и тя се връща за дълго при баща си. Еберхард II е свален и бяга в Улм. Еберхард II се отказва през 1498 г. от херцогството в полза на племенника му Улрих, който поема грижите за Елизабет.
Елизабет не е изгонена от страната. Тя се оттегля през 1499 г. в нейния вдовишки дворец в Нюртинген. Тя помага там на нуждаещите се и за възстановяването на изгорения преди 20 години град.